# Каульсдорф (Заале)
Каульсдорф (нім. Kaulsdorf) — громада в Німеччині, розташована в землі Тюрингія. Входить до складу району Заальфельд-Рудольштадт.
Площа — 21,73 км2. Населення становить 2338 ос. (станом на 31 грудня 2021).